# 살라츠그리바

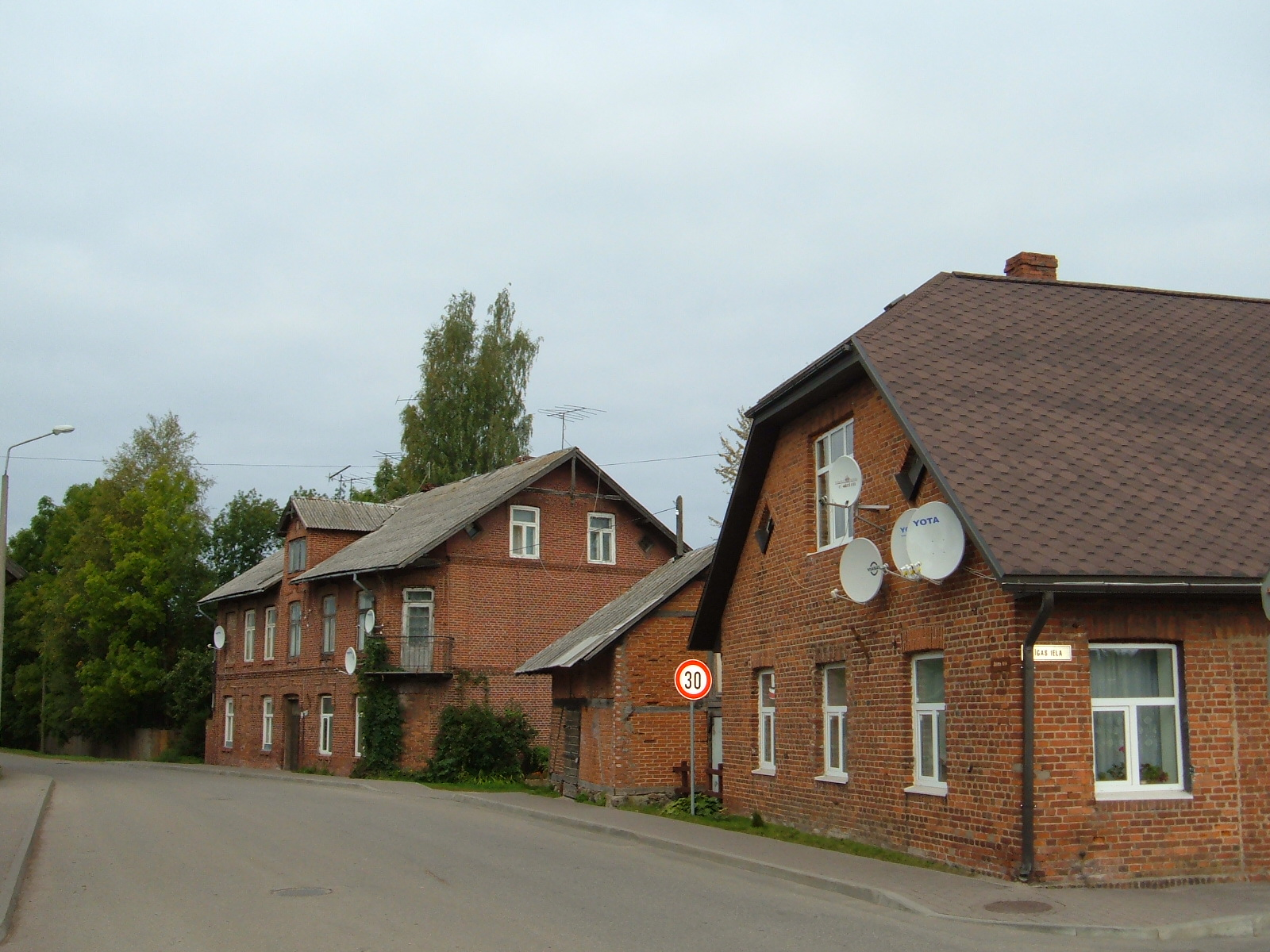
살라츠그리바

살라츠그리바(라트비아어: Salacgrīva)는 라트비아 북부에 위치한 도시로 살라츠그리바 시의 행정 중심지이며 면적은 12.57km2, 인구는 3,060명, 인구 밀도는 260명/km2이다.
살라차 강(Salaca)의 어귀와 접하며 도시 이름 또한 라트비아어로 "살라차 강의 어귀"를 뜻한다. 리가에서 103km, 림바지에서 50km, 발미에라에서 95km 정도 떨어진 곳에 위치하며 도시의 주요 산업은 목재 수출, 목재 산업, 식품 생산이다.

시기
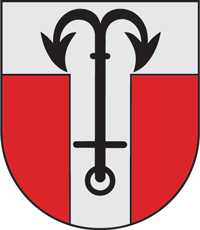
시 문장